# Квантовый размерный эффект
Ква́нтовый разме́рный эффе́кт (квантово-размерный эффект, КРЭ) — размерный эффект, изменение термодинамических и кинетических свойств кристалла, когда хотя бы один из его геометрических размеров становится соизмеримым с длиной волны де Бройля электронов. Этот эффект связан с квантованием энергии носителей заряда, движение которых ограничено в одном, двух или трёх направлениях.
При ограничении бесконечного кристалла потенциальными барьерами или при создании границ возникают дискретные уровни квантования. Дискретный спектр возникает в любом ограниченном потенциальными стенками объёме, но практически наблюдается только при достаточно малом размере тела, поскольку эффекты декогеренции приводят к уширению энергетических уровней и, поэтому энергетический спектр воспринимается как непрерывный. Наблюдение квантового размерного эффекта возможно только, если хотя бы один из размеров кристалла достаточно мал.

## История открытия
Физическая основа существования квантового размерного эффекта — квантование энергии ограниченного движения частицы в потенциальной яме. Простейшей, точно решаемой моделью, является модель прямоугольной потенциальной ямы с бесконечными стенками. Дискретные уровни энергии частицы
{\displaystyle E_{n}={\frac {\pi ^{2}\hbar ^{2}n^{2}}{2mL^{2}}}}
находятся из решения уравнения Шрёдингера и зависят от ширины ямы L (m — масса частицы, n=1,2,3…). Движение электронов проводимости в кристалле ограничено поверхностью образца которая, в силу большой величины работы выхода, может быть аппроксимирована потенциальной ямой с бесконечными стенками. В теоретических работах И. М. Лифшиц и А. М. Косевич впервые заметили, что изменение геометрических размеров проводника приводит к изменению числа заполненных дискретных уровней ниже энергии Ферми {\displaystyle \varepsilon _{F}}, что должно проявиться в осциллирующей зависимости термодинамических величин и кинетических коэффициентов от размеров образца или {\displaystyle \varepsilon _{F}}(химического потенциала). Условиями наблюдения КРЭ являются низкие температуры эксперимента (чтобы избежать температурного уширения квантовых уровней), чистые образцы с малым рассеянием на дефектах и соизмеримость размеров кристалла с дебройлевской длиной волны носителей заряда {\displaystyle \lambda _{D}}. В типичном металле {\displaystyle \lambda _{D}} порядка межатомного расстояния (≤10Å) и при макроскопических размерах кристалла электронные состояния сливаются в непрерывный спектр. Поэтому впервые КРЭ был наблюден (В. Н. Луцкий, В. Б. Сандомирский, Ю. Ф. Огрин) в полупроводниках и полуметалле висмуте, в которых {\displaystyle \lambda _{D}}~100Å. Теоретическое предсказание и экспериментальное наблюдение КРЭ были внесены в Государственный реестр открытий СССР. Впоследствии КРЭ был наблюден в металлических пленках, и были обнаружены квантово-размерные осцилляции критической температуры сверхпроводимости пленок олова.

## В тонких плёнках
Квантовый размерный эффект в тонких плёнках обусловлен тем, что поперечное движение электронов квантовано: проекция квазиимпульса на направление малого размера L (по оси z) может принимать лишь дискретный набор значений: {\displaystyle |p_{z}|=(\pi h/L)n}, {\displaystyle n=1,2,3...}. Это соотношение справедливо для квазичастиц с квадратичным законом дисперсии в прямоугольной яме с бесконечно высокими потенциальными стенками, но оно достаточно для понимания физической природы эффекта. Размерное квантование квазиимпульса приводит к преобразованию спектра и возникновению «двумерных» подзон: энергия электронов определяется непрерывными компонентами квазиимпульса, параллельными поверхности плёнки, и квантовым числом {\displaystyle n}. Квазидискретный характер спектра приводит к скачкам (ступенькам для двумерного электронного газа) в плотности состояний при значениях энергии, отвечающих минимальным энергиям в подзонах {\displaystyle E_{n}}. С другой стороны, при увеличении толщины плёнки при некоторых значениях {\displaystyle L_{n}} меняется число подзон в пределах фермиевской энергии {\displaystyle \varepsilon _{F}}. Появление новых подзон происходит в окрестности точек пересечения экстремальной хорды {\displaystyle \Delta P_{z}^{extr}}(Рис.{\displaystyle a}) с поверхностью Ферми. Вследствие этого термодинамические и кинетические характеристики осциллируют с периодом {\displaystyle \Delta L=2\pi \hbar /\Delta P_{z}^{extr}}. В случае, когда {\displaystyle E_{1}<\varepsilon _{F}<E_{2}}, заполнена лишь одна зона размерного квантования, и электронный газ становится (квази) двумерным. Полупроводниковые гетероструктуры с двумерным электронным газом широко используются в физических исследованиях и современной наноэлектронике.

## Квазиклассическая теория. Общий случай[10][12]

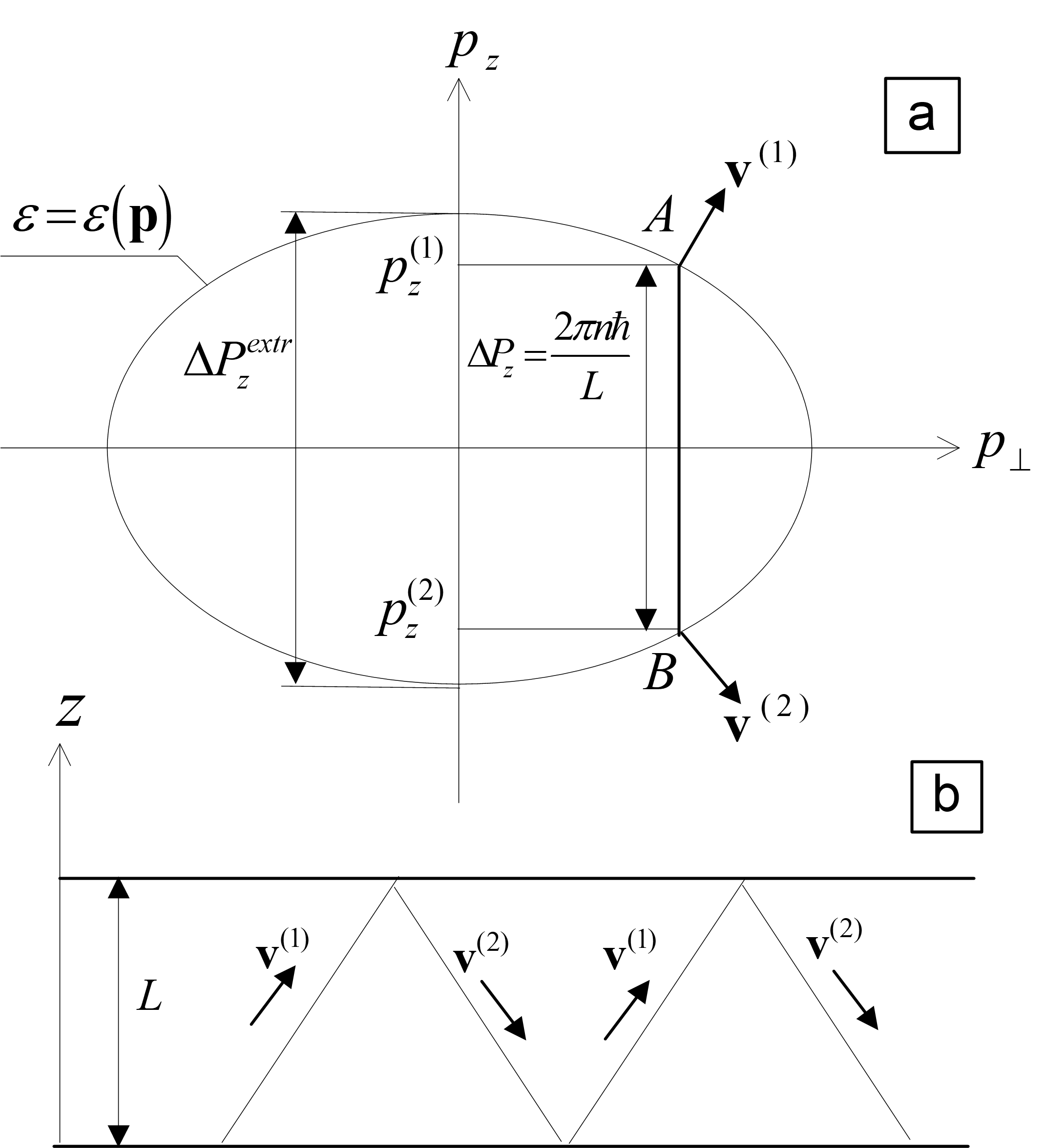
Рис. Изменение импульса электрона ΔP_{z} на изоэнергетической поверхности при столкновении с границами (a). Периодическая траектория электрона в тонкой пластине (b).

Рассмотрим металлическую пластину толщиной {\displaystyle L}. При зеркальном отражении от границ электрона со сложным законом дисперсии {\displaystyle \varepsilon =\varepsilon \left(\mathbf {p} \right)}, сохраняется энергия {\displaystyle \varepsilon } и {\displaystyle {{\mathbf {p} }_{\bot }}} — проекция импульса на поверхность металла. Проекция импульса {\displaystyle p_{z}} вдоль нормали к поверхности (ось {\displaystyle z}) до ({\displaystyle p_{z}^{(1)}}) и после ({\displaystyle p_{z}^{(2)}}) соударения удовлетворяют соотношению
{\displaystyle \varepsilon \left({{\mathbf {p} }_{\bot }},p_{z}^{\left(1,2\right)}\right)=\varepsilon \,.\quad \quad (1)}
Решениям уравнения (1) {\displaystyle p_{z}^{(1,2)}\left(\varepsilon ,{{\mathbf {p} }_{\bot }}\right)} соответствуют противоположные знаки скорости электрона {\displaystyle v_{z}^{(1,2)}}. Уравнение (1) может иметь больше двух корней. В этом случае корни должны быть разделены на пары таким образом, чтобы при переходе от {\displaystyle p_{z}^{(1)}} к {\displaystyle p_{z}^{(2)}}кинетическая энергия все время была меньше фиксированной величины {\displaystyle \varepsilon }.
Возникновение размерного квантования иллюстрирует рисунок. В реальном пространстве электроны совершают движение по периодической траектории (Рис. {\displaystyle b}), состоящей из повторяющихся участков, каждый из которых состоит из двух прямолинейных частей с противоположным направлением скорости вдоль нормали к поверхностям пластины, {\displaystyle \operatorname {sgn} \left(v_{z}^{(1)}\right)=-\operatorname {sgn} \left(v_{z}^{(2)}\right)}. В импульсном пространстве при каждом отражении от границы электрон совершает скачки между точками {\displaystyle A\left(p_{z}^{(1)},{{\mathbf {p} }_{\bot }}\right)} и {\displaystyle B\left(p_{z}^{(2)},{{\mathbf {p} }_{\bot }}\right)} ({\displaystyle AB\to BA\to AB\to ...}), которые связаны между собой параллельной оси {\displaystyle p_{z}} хордой изоэнергетической поверхности (Рис.{\displaystyle a}). Согласно общим принципам квантовой механики такому периодическому движению соответствует дискретный энергетический спектр.
Квазиклассические уровни энергии находятся из условия квантования адиабатического инварианта
{\displaystyle I={\frac {1}{2\pi }}\oint {{{p}_{z}}dz=}{\frac {1}{2\pi }}\left|p_{z}^{(1)}-p_{z}^{(2)}\right|L=n\hbar \,,\quad \quad (2)}
где {\displaystyle n=1,2,3...} . Из уравнения (2) находим
{\displaystyle \Delta {{P}_{z}}=\left|p_{z}^{(1)}-p_{z}^{(2)}\right|={\frac {2\pi n\hbar }{L}}\,.\quad \quad (3)}
Равенство (3) следует рассматривать, как уравнение относительно энергии при фиксированном значении {\displaystyle {{\mathbf {p} }_{\bot }}}, решая которое находим систему квантовых уровней {\displaystyle {{\varepsilon }_{n}}\left({{\mathbf {p} }_{\bot }}\right)}. Если уравнение (1) имеет несколько пар корней, то существует несколько систем уровней.
В случае сферического закона дисперсии электронов, {\displaystyle \varepsilon ={{\mathbf {p} }^{2}}/2{{m}^{*}}} ({\displaystyle m^{*}} — эффективная масса), хорда изоэнергетической поверхности {\displaystyle \Delta {{P}_{z}}=2{\sqrt {2{{m}^{*}}\varepsilon -p_{\bot }^{2}}}}, и квантованные значения энергии равны
{\displaystyle {{\varepsilon }_{n}}\left({{p}_{\bot }}\right)={\frac {{{\pi }^{2}}{{\hbar }^{2}}{{n}^{2}}}{2{{m}^{*}}{{L}^{2}}}}+{\frac {p_{\bot }^{2}}{2{{m}^{*}}}}\,.}

## Квантовый размерный эффект в гетероструктурах
Типичным примером системы, в которой проявляется квантовый размерный эффект, может служить двойная гетероструктура AlGaAs/GaAs/AlGaAs с двумерным электронным газом, где электроны находящиеся в слое GaAs ограничены высокими потенциальными барьерами AlGaAs, то есть для электронов формируется потенциальная яма, описываемая дном зон проводимости двух материалов, малого размера (обычно порядка 10 нм) и возникают дискретные уровни, которые соответствуют движению электронов поперёк слоя GaAs, хотя продольное движение остаётся свободным. Эти уровни эффективно сдвигают зону проводимости вверх по энергии. В результате изменяется ширина запрещённой зоны GaAs и, соответственно, происходит сдвиг в синюю область края межзонного поглощения. Аналогично, но с большим изменением запрещённой зоны квантовый размерный эффект наблюдается в квантовых точках, где электрон ограничен по всем трём координатам.

## Кондактанс квантового контакта
Примером проявления КРЭ является размерное квантование кондактанса (кондактанс — величина, обратная электрическому сопротивлению) квантовых контактов (микросужений, тонких проволок и т. п., соединяющих массивные проводники), диаметр {\displaystyle d} которых намного меньше длины свободного пробега носителей заряда и сравним с {\displaystyle \lambda _{D}}.
В 1957 году Ландауер показал, что проводимость одномерной проволочки, подсоединенной к массивным металлическим берегам, не зависит от величины энергии Ферми {\displaystyle \varepsilon _{F}} и при нуле температуры и малых напряжениях равна кванту кондактанса {\displaystyle G_{0}=2e^{2}/h}, где {\displaystyle e} — заряд электрона, {\displaystyle h} — постоянная Планка. Если диаметр проволочки сравним с {\displaystyle \lambda _{D}\lesssim d}, энергетический спектр внутри неё дискретен за счет КРЭ, и существует конечное число квантовых уровней {\displaystyle N}, с энергиями {\displaystyle E_{n}<\varepsilon _{F}} ({\displaystyle n\leqslant N}). Кондактанс {\displaystyle G} при нуле температур определяется числом {\displaystyle N} (или, как часто говорят, числом квантовых проводящих мод). Каждая из мод вносит вклад в {\displaystyle G}, равный {\displaystyle G_{0}}, так что полный кондактанс равен {\displaystyle G=NG_{0}}. При фиксированном {\displaystyle N} величина {\displaystyle G} не зависит от диаметра проволочки. Энергии {\displaystyle E_{n}} уменьшаются с увеличением диаметра {\displaystyle d}. С ростом {\displaystyle d} в какой-то момент новая квантовая мода становится разрешенной (пересекает уровень Ферми), дает вклад в проводимость, а кондактанс скачком увеличивается на величину {\displaystyle G_{0}}.
Эффект квантования кондактанса (ступенчатая зависимость {\displaystyle G(d)} с шагом, равным одному кванту {\displaystyle G_{0}}) был обнаружен в сужениях, созданных на основе двумерного электронного газа в GaAs-AlGaAs гетероструктурах. Строго говоря, квантование уровней энергии возникает лишь в пределе бесконечно длинного канала, в то время как квантование кондактанса экспериментально наблюдается в сужениях, диаметр которых существенно увеличивается при удалении от их центра. Этот эффект был объяснен в работах, в которых было показано, что если форма 2D контакта адиабатически плавно меняется в масштабе {\displaystyle \lambda _{D}}, то его кондактанс квантуется, а положение ступеней на зависимости {\displaystyle G(d)} определяется минимальным диаметром сужения.
Эффект квантования кондактанса наблюдается и в трехмерных металлических контактах, создаваемых с помощью сканирующего туннельного микроскопа и методом «разломных контактов» (break-junction). Теоретические исследования показали, что если контакт обладает цилиндрической симметрией, то вследствие вырождения уровней энергии по орбитальному квантовому числу, наряду со ступенями {\displaystyle G_{0}} должны возникать ступени {\displaystyle 3G_{0}}, {\displaystyle 5G_{0}}….

## Принцип неопределённости
Изменение энергии носителей заряда и появление размерного квантования упрощённо объясняется в квантовой механике и принципом неопределённости. Если частица ограничена в пространстве в пределах расстояния L (допустим ограничен вдоль направления z), неопределённость z-компоненты её импульса возрастает на величину порядка {\displaystyle \hbar /L}. Соответствующее увеличение кинетической энергии частицы даётся выражением {\displaystyle \Delta E=\hbar ^{2}/2m^{*}L^{2}}, где {\displaystyle m^{*}} — эффективная масса частицы. Кроме увеличения минимальной энергии частицы, квантовый размерный эффект приводит также к квантованию энергии её возбуждённых состояний. Энергии возбуждённых состояний для бесконечного одномерного потенциала прямоугольной ямы выражаются как {\displaystyle E_{n}=\Delta En^{2}}, где n = 1, 2, 3,…